# Catherine Winkworth

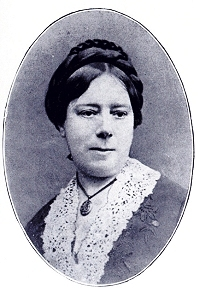
Catherine Winkworth

Catherine Winkworth (* 13. September 1827 in Holborn, London; † 1. Juli 1878 bei Genf) war eine englische Kirchenlieddichterin und Erzieherin. Am bekanntesten ist sie für ihre Leistung, die deutsche Choraltradition englischen Muttersprachlern durch ihre zahlreichen Übersetzungen von Kirchenliedern nahegebracht zu haben. Ferner arbeitete sie an der Verbesserung der Bildungschancen für Mädchen und übersetzte die Biographien zweier Gründerinnen religiöser Schwesternschaften. Mit 16 war sie wohl die Urheberin eines einst bekannten Wortspiels: Peccavi (siehe unten).

## Leben

### Frühe Jahre
Catherine Winkworth wurde als vierte Tochter von Henry Winkworth, einem Seidenhändler, in dem Haus 20 Ely Place in Holborn am Rande der City of London geboren. 1829 zog ihre Familie nach Manchester, wo ihr Vater eine Seidenzwirnmühle besaß. Winkworth lebte für den größten Teil ihres frühen Lebens in dieser Großstadt, die ein Motor der Industriellen Revolution war. Sie studierte beim unitarischen Geistlichen Rev. William Gaskell, dem Pfarrer der Cross Street Chapel in Manchester, und dem englischen Philosophen James Martineau. Beide gehörten der General Assembly of Unitarian and Free Christian Churches an. Der Stadthistoriker Harold L. Platt merkte an, dass im Viktorianischen Zeitalter die Mitgliedschaft in dieser unitarischen Gemeinde nicht überschätzt werden könne. Es habe sich um die Quelle des Liberalismus der Stadt Manchester gehandelt und habe dadurch eine Generation lang gewaltigen Einfluss auf Stadt und Nation gehabt.
Danach zog sie mit ihrer Familie nach Clifton nahe Bristol. Ihre Schwester Susanna Winkworth (1820–1884) war ebenfalls Übersetzerin, größtenteils von deutschen Andachtsbüchern.

### Choraltradition
Catherine Winkworth verbrachte ein Jahr in Dresden, in dieser Zeit entwickelte sich ihr Interesse am deutschen Kirchenlied. Um 1854 veröffentlichte sie ihr Buch Lyra Germanica, eine Sammlung von ihr ausgewählter Kirchenlieder, die sie ins Englische übersetzt hatte. Eine weitere Sammlung folgte 1858.
Winkworth übersetzte auch Biographien zweier Gründer von Schwesternschaften für die Armen und Kranken: „Life of Pastor Fliedner“ im Jahre 1861 und „Life of Amelia Sieveking“ im Jahre 1863.
1863 veröffentlichte sie auch The Chorale Book for England, das von den Komponisten William Sterndale Bennett und Otto Goldschmidt mitverlegt wurde. 1869 folgte ihr Buch Christian Singers of Germany. The Harvard University Hymn Book zufolge vollbrachte Winkworth „mehr als jede andere Einzelperson, um das reiche Erbe deutschen Kirchenliedgutes der englischsprachigen Welt zugänglich zu machen“. Vier Beispiele für Übersetzungen aus ihrer Hand sind in The Church Hymn Book 1872 (Nr. 344, 431, 664 und 807) veröffentlicht.
Unter den bekanntesten Choralwerken, die von Winkworth übersetzt wurden, sind Vom Himmel hoch, da komm ich her (Martin Luther, 1534), Wachet auf, ruft uns die Stimme (Philipp Nicolai, 1599), Wie schön leuchtet der Morgenstern (Nicolai, 1597) und das Weihnachtslied Es ist ein Ros entsprungen (anonym, 1599). Sie übersetzte Paul Gerhardts „Die güldne Sonne voll Freud und Wonne“ in „The golden sunbeams with their joyous gleams“.

### Frauenbildung
Zusätzlich zur Übersetzung von Kirchenliedern war Winkworth stark im Kampf für die Frauenrechte engagiert; sie war Geschäftsführerin der Clifton Association for Higher Education for Women, Befürworterin der Clifton High School for Girls, wo ein Schulgebäude nach ihr benannt wurde, und ein Mitglied des Cheltenham Ladies' College. Ebenso war sie Direktorin der Red Maids’ School in Westbury-on-Trym in Bristol. Winkworth wurde als „eine frühe Feministin“ beschrieben.

### Tod
Catherine Winkworth starb plötzlich nahe Genf an einem Herzleiden. Sie wurde in Monnetier in Obersavoyen beerdigt. Ein Denkmal für sie wurde in der Bristol Cathedral errichtet. Ihrer wird am 7. August im Heiligenkalender der Episkopalkirche der Vereinigten Staaten von Amerika als Liederdichterin gedacht, zusammen mit dem Liederdichter John Mason Neale, ebenso im Heiligenkalender der Evangelisch-Lutherischen Kirche in Amerika, dort am 1. Juli.

## Werke

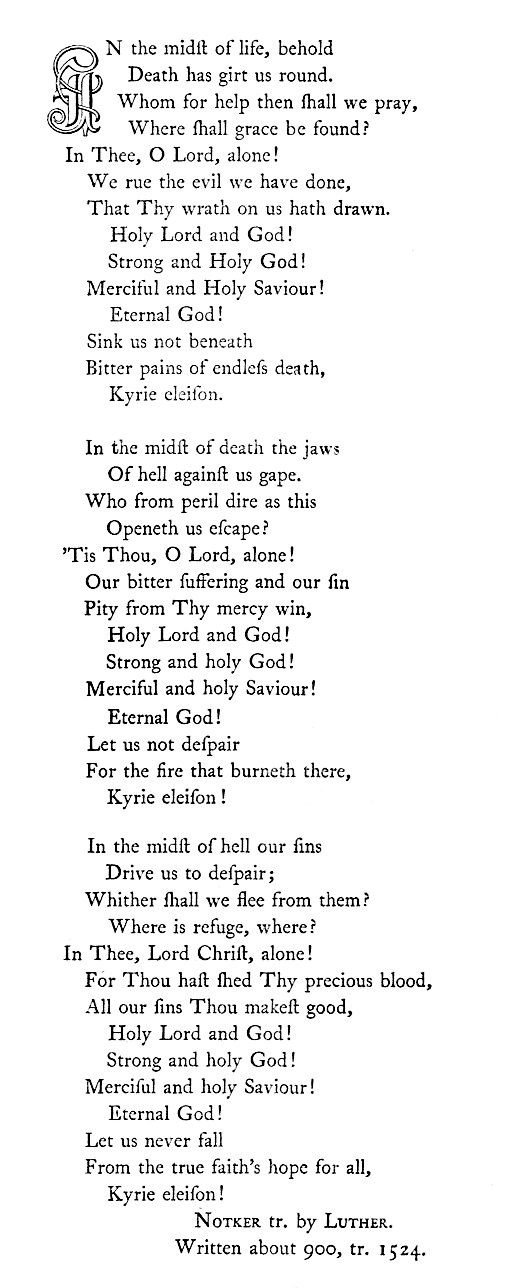
Übersetzung von Mitten wir im Leben sind

- Lift up your heads, ye mighty gates (übersetzt 1853 aus Georg Weissels Text Macht hoch die Tür von 1635)
- Lyra Germanica, Hymns for the Sundays and chief festivals of the Christian Year, Translated from the German in der Google-Buchsuche (Ausgabe von 1855 zusammengestellt von Catherine Winkworth)
- If God be on my side (übersetzt 1855 aus Paul Gerhardts Text Ist Gott für mich, so trete von 1650)
- Ever would I fain be reading (übersetzt 1858 aus Luise Hensels deutschem Text von 1829)
- Holy Spirit! once again (übersetzt 1858 aus Heinrich Helds Text Komm, o komm, du Geist des Lebens von 1661)[12]
- Deck thyself my soul with gladness (übersetzt 1858 aus Johann Francks Text Schmücke dich, o liebe Seele von 1646–53, von Winkworth überarbeitet 1863, fand in dieser Form Eingang in zahlreiche lutherische, anglikanische und methodistische Gesangbücher)
- Jerusalem, Thou City Fair and High (übersetzt 1858 aus Johann Matthäus Meyfarts Jerusalem, du hochgebaute Stadt von 1626)[13]
- Lyra Germanica: The Christian Year. London 1861 (Volltext)
- Ah wounded Head! Must Thou (übersetzt 1861 aus Paul Gerhardts Text O Haupt voll Blut und Wunden von 1659)[14]
- In the Midst of Life (übersetzt 1862 aus Martin Luthers Text Mitten wir im Leben sind von 1524, der auf den von Winkworth Notker Balbulus zugeschriebenen Text Media vita in morte sumus  zurückgeht)[15]
- Catherine Winkworth, William Sterndale Bennett und Otto Goldschmidt: The Chorale Book for England: A Complete Hymn-book for Public and Private Worship. 1863
- O dearest Jesus, what law hast thou broken? (übersetzt 1863 aus Johann Heermanns Text Herzliebster Jesu, was hast du verbrochen von 1630[16])
- Lord Jesus Christ, be present now (übersetzt 1863 aus dem Wilhelm von Sachsen-Weimar zugeschriebenen Text Herr Jesu Christ, dich zu uns wend von 1651[17][18])
- Abide among us with Thy grace (übersetzt 1863 aus Josua Stegmanns Text Ach bleib mit deiner Gnade von 1629)[19]
- Ah God, from heav'n look down and see (übersetzt 1863 aus Martin Luthers Text Ach Gott, vom Himmel sieh darein von 1523)[20]
- Lyra Germanica: the Christian life. 1868
- Christian Singers of Germany. 1869
- Come, Holy Ghost, God and Lord (gedichtet für The Church Hymn book,. 1872)
- Songs for the household: Sacred poetry. 1882
- A spotless rose (übersetzt aus den ersten beiden Strophen von Es ist ein Ros entsprungen aus dem 16. Jahrhundert, vierstimmige Sätze 1919 von Herbert Howells und 2002 von Philip Ledger[21])
- Now thank we all our God (übersetzt aus Martin Rinckarts Text Nun danket alle Gott von 1630)

## Humor: Peccavi

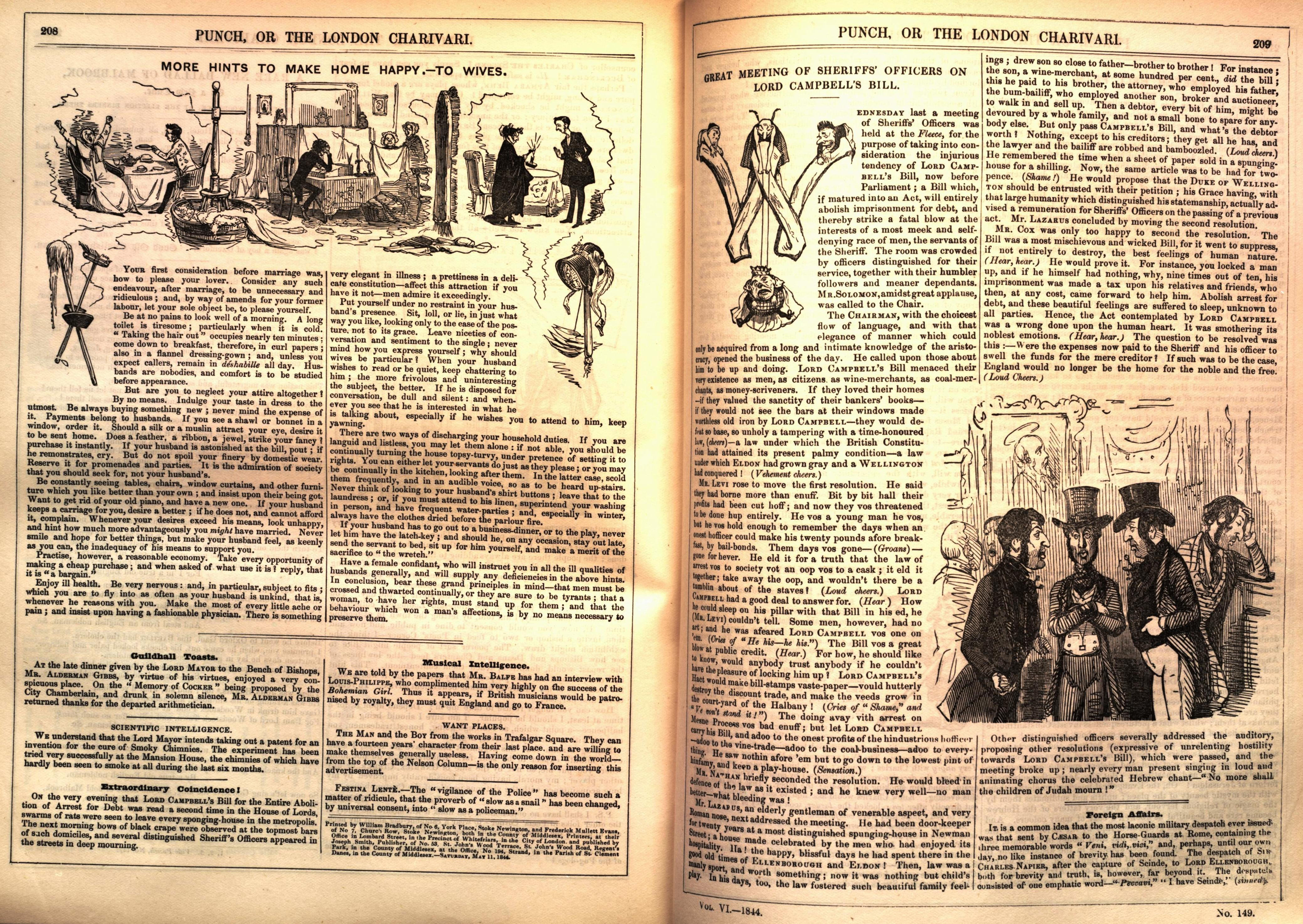
Relevante Seite des Punch Magazine

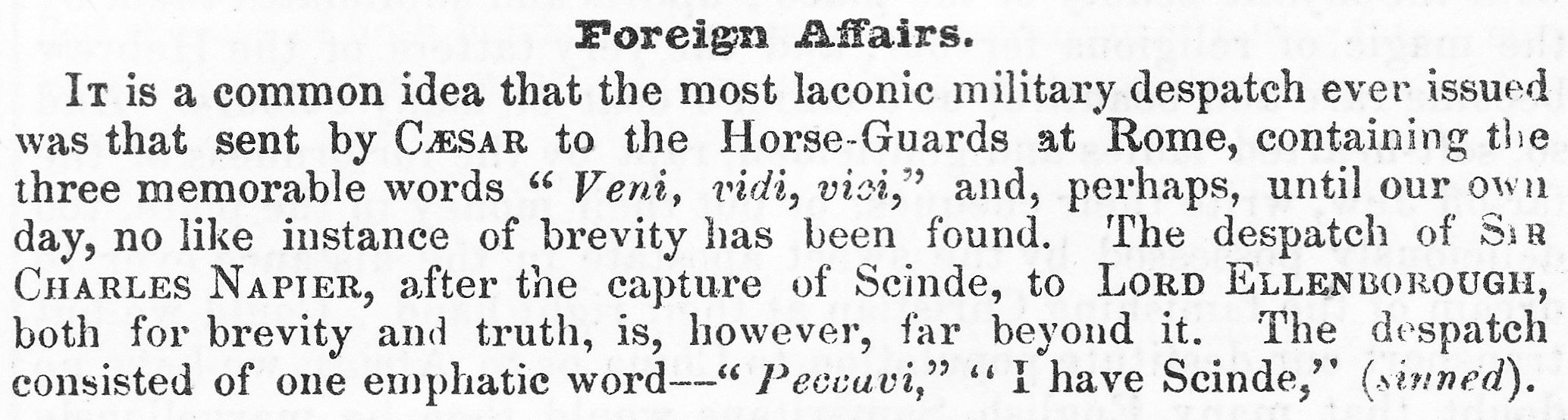
Der genannte Abschnitt

Der Encyclopedia of Britain von Bamber Gascoigne (1993) zufolge war sie es, die, bezugnehmend auf General Charles James Napiers schonungslosen, unautorisierten und erfolgreichen Eroberungsfeldzug in der indischen Provinz Sindh, „... ihrem Lehrer gegenüber anmerkte, dass Napiers Bericht an den Generalgouverneur von Indien hätte lauten sollen: Peccavi (Lateinisch für 'Ich habe gesündigt', englisch: 'I have sinned', im Englischen homophon mit 'I have Sindh', 'Ich habe Sindh'). Sie sandte ihr Wortspiel an das humoristische Magazin Punch, welches es am 18. Mai 1844 als Tatsachenbericht im Auslandsteil abdruckte. Winkworth war zu diesem Zeitpunkt 16 Jahre alt. Im Ergebnis wurde dieser Scherz üblicherweise Napier zugeschrieben.“
Dieses jahrzehntelang anhaltende Gerücht machte Nachforschungen in den Archiven von Kalkutta durch und einen Kommentar von William Lee Warner im Jahre 1917 und Lawrence Dundas, 2. Marquess of Zetland, den Staatssekretär für Indien, im Jahre 1936 notwendig.